# Simile (singolo)
Simile è un singolo del cantautore italiano Fulminacci pubblicato il 23 maggio 2023 come secondo estratto dal terzo album in studio Infinito +1 dalla Maciste Dischi. 

## Tracce
Testi di Filippo Uttinacci, musiche di Giorgio Pesenti e Filippo Uttinacci.
1. Simile – 3:33